# Luzonichthys williamsi
Luzonichthys williamsi, là một loài cá biển thuộc chi Luzonichthys trong họ Cá mú. Loài này được mô tả lần đầu tiên vào năm 1992.

## Phân bố và môi trường sống
L. williamsi có phạm vi phân bố giới hạn ở Tây Nam Thái Bình Dương. Loài cá này chỉ được tìm thấy tại quần đảo Loyalty, và cũng có thể được tìm thấy xung quanh New Caledonia. Chúng sống xung quanh các rạn san hô và đá ngầm ở độ sâu khoảng từ 22 đến 50 m.

## Mô tả
L. williamsi trưởng thành có chiều dài cơ thể lớn nhất được ghi nhận là 4,2 cm. Lưng có một sọc đen hẹp, và một sọc khác nằm dọc theo đường bên, trải dài đến rìa trên của cuống đuôi. Hai dải đen này cách nhau bởi một vùng màu cam. Phần trên của cơ thể có màu đỏ sẫm, chuyển sang màu hồng tím ở hai bên thân, và màu trắng bạc ở dưới đầu, ngực và bụng. Vây đuôi có màu đỏ. L. williamsi khá giống với hai loài họ hàng là Luzonichthys waitei và Luzonichthys whitleyi, và chúng cũng thường lẫn vào đàn của nhau.
Số gai ở vây lưng: 10; Số tia vây mềm ở vây lưng: 16; Số gai ở vây hậu môn: 2; Số tia vây mềm ở vây hậu môn: 9; Số gai ở vây bụng: 1; Số tia vây mềm ở vây bụng: 5.